# 7812 Біллворд
7812 Біллворд (7812 Billward) — астероїд головного поясу, відкритий 26 жовтня 1984 року.
Тіссеранів параметр щодо Юпітера — 3,237.